# Пелопоннесский фольклорный фонд
Пелопоннесский фольклорный фонд «Вас. Папантониу» или ПФФ (греч. Πελοποννησιακό Λαογραφικό Ίδρυμα, ΠΛΙ) — некоммерческое культурное учреждение и музей в городе Нафплион (Греция). Он был основан в 1974 году фольклористом и сценографом Иоанной Папантониу в память о своём отце Василиосе Папантониу. Своей миссией организацией определяет исследование, сохранение, изучение и презентацию материальной культуры греков.

## История
Пелопоннесский фольклорный фонд был основан в 1974 году Иоанной Папантониу, его коллекция с 1981 года размещалась в доме начала XX века, принадлежащем семье Папантониу, который впоследствии был преобразован в музей. В том же году организация была удостоена главной премии конкурса Европейский музей года (англ. European Museum of the Year Main Award, EMYA). В течение 1970-х и 1980-х годов фонд проводил исследования в Греции, на Кипре и в общинах грико на юге Италии, в рамках которых собирались данные и документы о традиционной культуре, музыке и танцах, а также о старинных технологиях и старомодных детских игрушках. В 1989 году Пелопоннесский фольклорный фонд открыл в Нафплионе детский музей, разместив его в здании старого местного железнодорожного вокзала. Четыре года спустя Мелина Меркури, тогдашний министр культуры Греции, передала в ведение фонду Архив греческого национального костюма. В 1999 году помещения фонда были подвергнуты ремонту. В 2013 году ПФФ был удостоен награды от Афинской академии за свою деятельность в области культуры.
Предметы из собрания фонда экспонировались на различных выставках по всему миру, включая Афины, Салоники, Брюссель, Даллас, Лимасол, Лондон. При этом он сотрудничал с множеством организаций и властями: музеем Бенаки, муниципалитетом Нафплион, муниципалитетом Никосия, Университетом Харокопио, Фондом греческого мира, Греческим центром в Лондоне, Фондом изящных искусств Телоглион и другими.

## Коллекции
Собрание Пелопоннесского фольклорного фонда включает 45 000 предметов. Большинство из них (более 27 000) напрямую связаны с народной и современной греческой культурой и включают традиционные костюмы и предметы из материковой Греции, Крита, Эгейских и Ионических островов, Кипра, Малой Азии и других регионов. Музей также располагает коллекцией из 5500 предметов, связанных с историей моды, в том числе работы таких дизайнеров, как Кристиан Диор, Иссэй Миякэ, Пако Рабан, Кристиан Лубутен, Сюэ Вун, Мариано Фортуни, Лора Эшли, Жан Дессес, Джеймс Галанос, Яннис Цекленис и других. Кроме того, Пелопоннесский фольклорный фонд владеет собранием фотографий, звукозаписей и фильмов, посвящённых его прошлым исследованиям, а также библиотекой с 10 000 единиц хранения и собственным издательством.

## Галерея

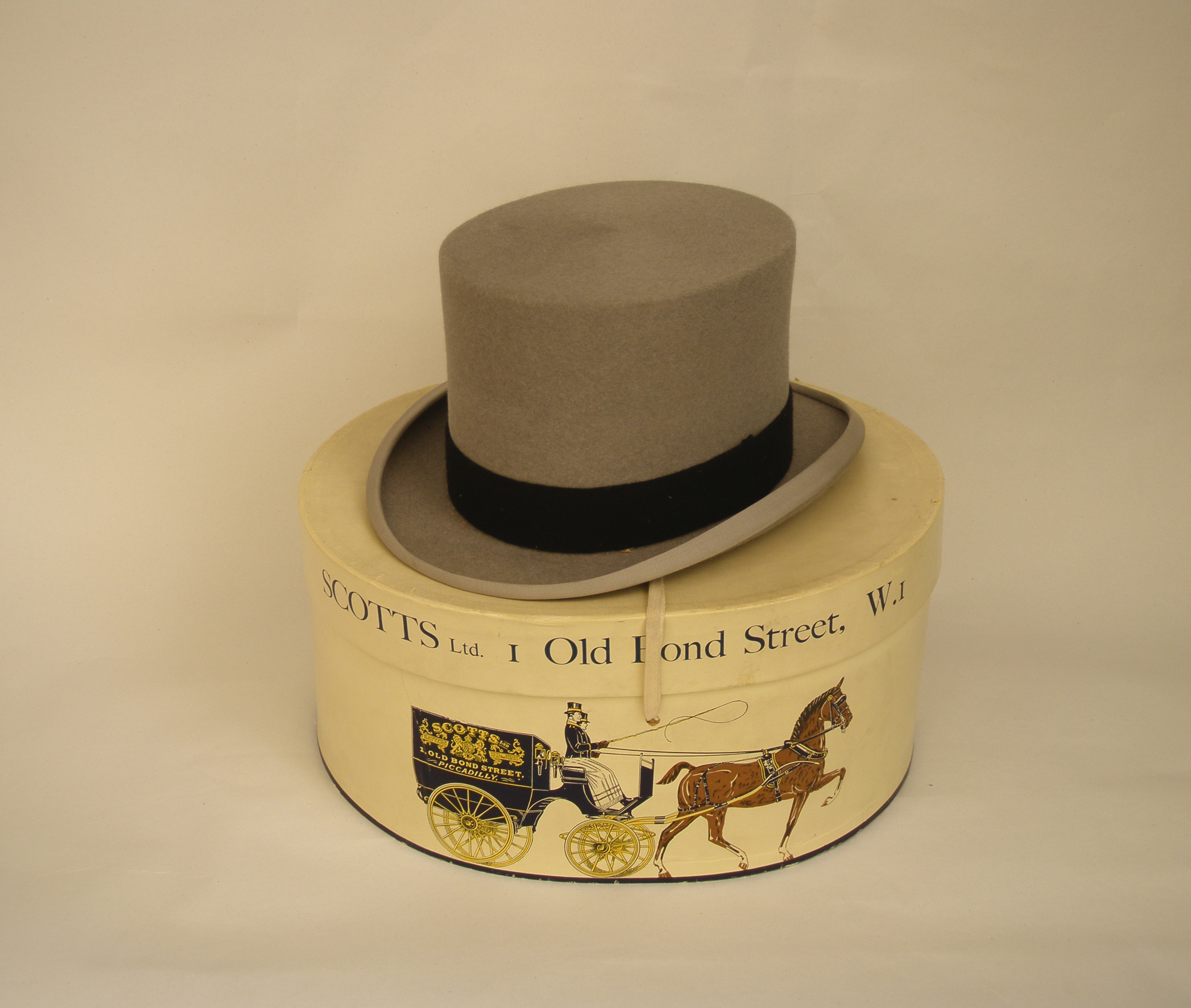
Цилиндр 1950-х годов
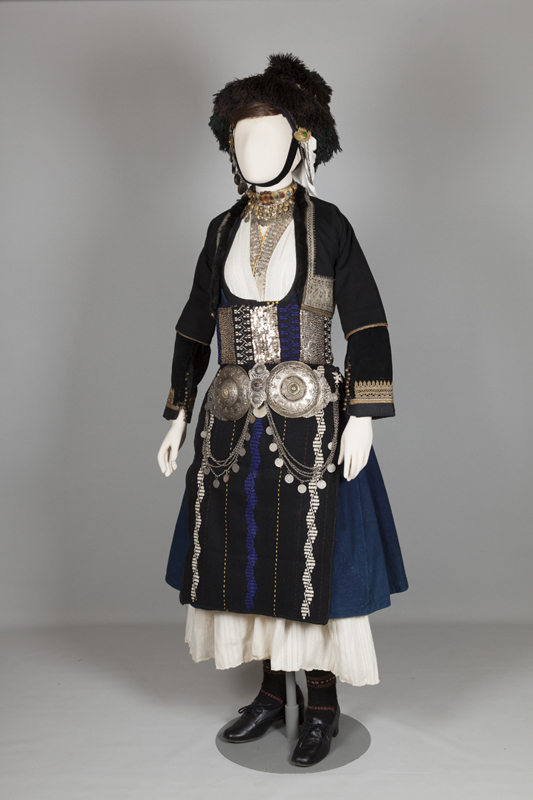
Свадебное платье из Александрии (Македония)
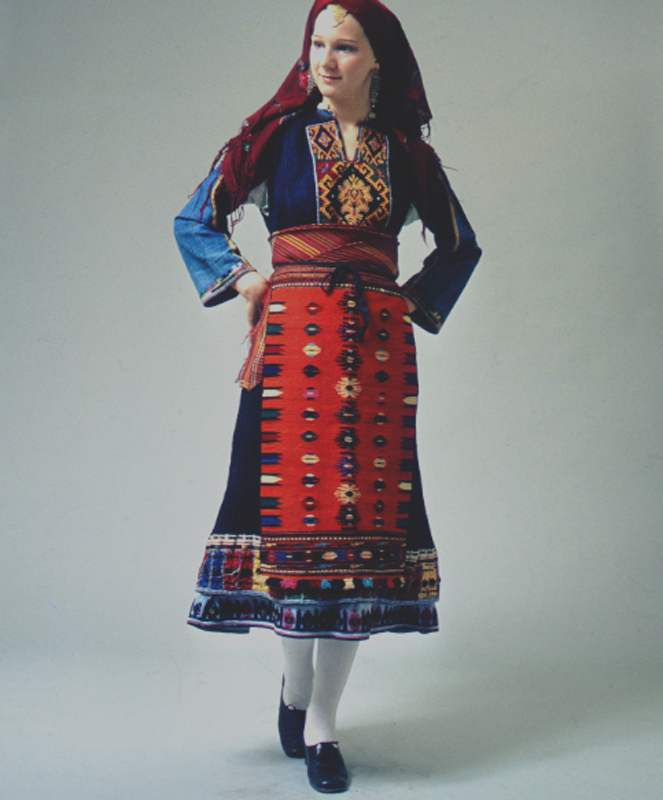
Традиционный костюм из Тополовграда (Болгария), фотография из архива фонда
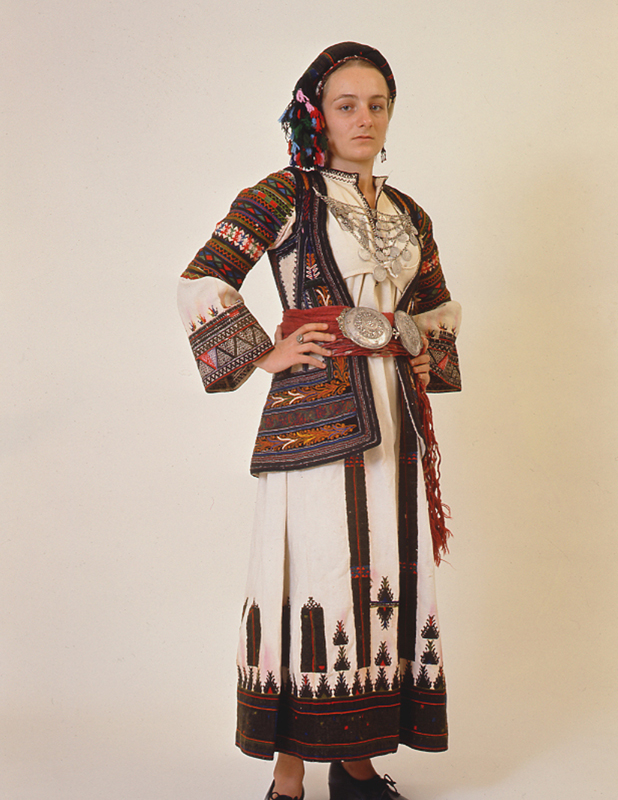
Традиционный костюм из Коринфии (Пелопоннес), фотография из архива фонда
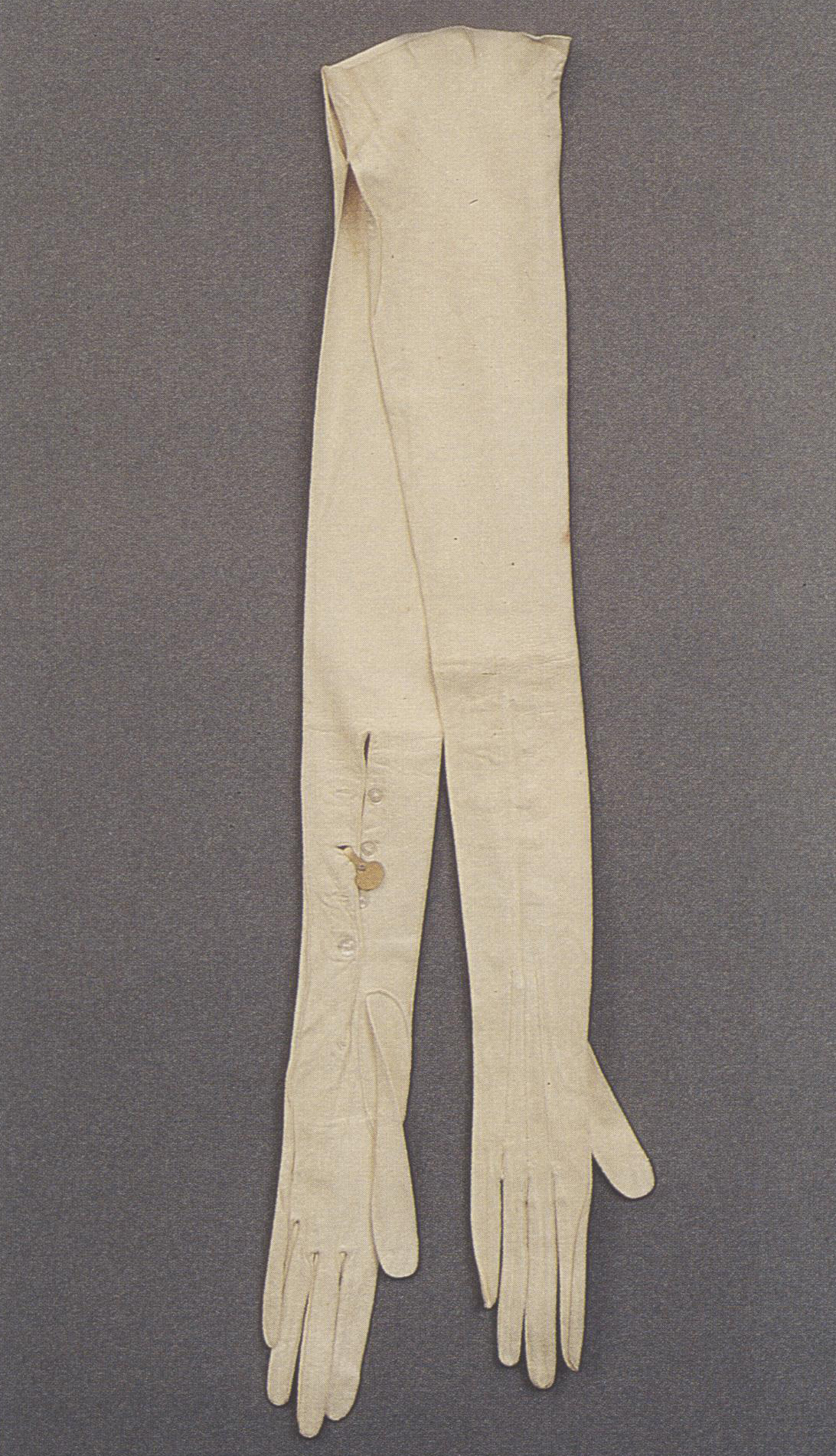
Перчатки XIX века